# Gustavo Adrián López
Gustavo Adrián Pablo López (Valentín Alsina, Lanús, Buenos Aires, 13 de abril de 1973) es un exfutbolista argentino nacionalizado español. Jugaba de delantero y su primer equipo fue Independiente.

## Trayectoria

### Club Atlético Independiente (1991-1995)
La dupla técnica Bochini-Fren lo hizo debutar en primera división el 1 de diciembre de 1991 frente a Boca Juniors (el partido terminó 1-1). Comenzó su carrera con éxitos rutilantes y grandes actuaciones, pero con el paso del tiempo la grandilocuencia con la que era adorado decayó hasta que en 2003 dejó de participar del seleccionado nacional.
En sus comienzos en Independiente reunía tres elementos claves para ser adorado por el hincha rojo: grandes cualidades técnicas, haber surgido de las divisiones inferiores y ser hincha del club. Por eso, en el poco tiempo que estuvo en el club se convirtió en un referente histórico. Y también por las grandes alegrías que proporcionó. Antes de partir para España, ganó cuatro títulos con el equipo de Avellaneda.

### Real Zaragoza (1996-1999)
Para el segundo semestre de la temporada 1995/1996, López recaló en el Real Zaragoza de la liga española. El equipo aragonés pagó por él unos 420 millones de pesetas, por lo que se convirtió en el fichaje más caro del club hasta ese momento. El traspaso estuvo a punto de truncarse, ya que se le detectó "alto riesgo" de lesión en la rodilla derecha en el reconocimiento médico. Finalmente, la operación se realizó al aceptar los dirigentes de Independiente hacerse cargo de una póliza de seguro que cubriera cualquier posible lesión irreversible.
En su primera temporada no jugó todo lo esperado, el hecho de haber llegado en diciembre le impidió terminar de hacerse con la titularidad. Para la siguiente temporada, la 1996-97, López finalmente se hace con un puesto en el once inicial del equipo maño, y, pese a las críticas a cierta irregularidad en su juego, termina dando un muy notable rendimiento: finaliza la temporada con 13 asistencias, a solo 2 del mejor pasador de la Liga, Robert Jarni del Betis.
Sin embargo, no podría mantener ese gran rendimiento en la temporada 1997-98, gracias en gran medida a las lesiones, redondeando una campaña muy discreta.
A pesar de eso y de contar con importantes ofertas para volver al continente americano, de parte de River Plate y el América de México, decide quedarse en el Zaragoza. Dirigidos por Luis Costa, López terminaría firmando su mejor temporada con los blanquillos, formando una gran sociedad con el serbio Savo Milošević y su compatriota El Kily González.

### Celta de Vigo (1999-2007)
Para la temporada 1999/2000 fue transferido al Celta de Vigo a cambio de 400 millones de pesetas. Con el equipo gallego se consagró como futbolista de gran nivel en Europa, llegando a ser pretendido por otros clubes más poderosos.
Aunque hasta el final de la temporada 2006/2007 fue un jugador emblemático del Celta, uno de los capitanes y el futbolista más querido por la afición, discrepancias con la directiva, al rechazar públicamente la oferta que le hizo el Celta para renovar, hicieron de su marcha un hecho y el 28 de agosto de 2007 fichó por el Cádiz Club de Fútbol, de la liga española.

### Cádiz Club de Fútbol (2007-2008)
En el club gaditano, a pesar de contar ya con 34 años, hace tal notable temporada que es proclamado por los medios locales como el mejor jugador del Cádiz en esa temporada, recibiendo el III Premio Portal Cadista y el Trofeo Línea 6 2008 al Mejor Jugador cadista de la temporada, siendo el mejor de largo, en un año donde el club gaditano es un desastre en lo institucional y en lo deportivo, que desciende a 2ºB. Se queda sin equipo, y tras rechazar varias ofertas del propio Cádiz, de Catar, Estados Unidos e incluso Argentina, por motivos personales, se retira.
Fue comentarista deportivo para Movistar Plus y la cadena de radio SER en la liga española y Europa y tiene un campus de fútbol para niños que lleva su nombre.
Actualmente hace parte del cuerpo técnico de Diego Simeone, entrenador del Atlético de Madrid

## Selección nacional
Debutó con la selección argentina contra Yugoslavia (1-0) a finales de 1994. Jugó un total de 37 partidos con la 'albiceleste'.
Además, disputó los Juegos Olímpicos de Atlanta 1996, la Copa América 1999 y el Mundial 2002.

### Participaciones en Torneos internacionales
| Mundial                          | Sede                  | Resultado        | Partidos | Part. titular | Goles |
| -------------------------------- | --------------------- | ---------------- | -------- | ------------- | ----- |
| Copa FIFA Confederaciones 1995   | Arabia Saudita        | Subcampeón       | 2        | 0             | 0     |
| Juegos Olímpicos de Atlanta 1996 | Estados Unidos        | Medalla de Plata | 5        | 2             | 1     |
| Copa América 1997                | Bolivia               | Cuartos de final | 1        | 1             | 0     |
| Copa América 1999                | Paraguay              | Cuartos de final | 3        | 1             | 0     |
| Copa Mundial de 2002             | Corea del Sur y Japón | Fase de grupos   | 0        | 0             | 0     |

### Goles
| Argentina Absoluta |                         |                                      |               |                   |                 |                               |
| #                  | Fecha                   | Lugar                                | Rival         | Resultado parcial | Resultado final | Competición                   |
| 1.                 | 21 de diciembre de 1995 | Estadio Malvinas Argentinas, Mendoza | Venezuela     | 2–0               | 6–0             | Amistoso                      |
| 2.                 | 21 de diciembre de 1995 | Estadio Malvinas Argentinas, Mendoza | Venezuela     | 6–0               | 6–0             | Amistoso                      |
| 3.                 | 8 de junio de 1999      | Soldier Field, Chicago               | México        | 2–1               | 2–2             | Amistoso                      |
| 4.                 | 4 de junio de 2000      | Estadio Monumental, Buenos Aires     | Bolivia       | 1–0               | 1–0             | Clasificación al Mundial 2002 |
| Argentina Sub-23   |                         |                                      |               |                   |                 |                               |
| #                  | Fecha                   | Lugar                                | Rival         | Resultado parcial | Resultado final | Competición                   |
| 1.                 | 20 de julio de 1996     | Legion Field, Alabama                | EEUU Olímpica | 1–1               | 3–1             | JJOO Atlanta 1996             |

## Estadísticas
| CA Independiente Argentina |               |               |     |    |    |    |    |     |     |      |      |
| 1.ª                        | 1991-92       | 18            | 2   | —  | —  | —  | —  | 18  | 2   | 0,11 |      |
| 1.ª                        | 1992-93       | 30            | 4   | —  | —  | 1  | 0  | 31  | 4   | 0,13 |      |
| 1.ª                        | 1993-94       | 10            | 1   | 1  | 0  | —  | —  | 11  | 1   | 0,09 |      |
| 1.ª                        | 1994-95       | 7             | 1   | —  | —  | 9  | 1  | 16  | 2   | 0,13 |      |
| 1.ª                        | 1995          | 9             | 1   | —  | —  | 6  | 2  | 15  | 3   | 0,20 |      |
| Total club                 | Total club    | 74            | 9   | 1  | 0  | 16 | 3  | 91  | 12  | 0,13 |      |
| Real Zaragoza · España     |               |               |     |    |    |    |    |     |     |      |      |
| 1.ª                        | 1995-96       | 18            | 2   | 4  | 1  | 3  | 0  | 25  | 3   | 0,12 |      |
| 1.ª                        | 1996-97       | 33            | 4   | 2  | 1  | —  | —  | 35  | 5   | 0,14 |      |
| 1.ª                        | 1997-98       | 22            | 1   | 5  | 2  | —  | —  | 27  | 3   | 0,11 |      |
| 1.ª                        | 1998-99       | 32            | 5   | 2  | 0  | —  | —  | 34  | 5   | 0,15 |      |
| Total club                 | Total club    | 105           | 12  | 13 | 4  | 3  | 0  | 121 | 16  | 0,13 |      |
| Celta de Vigo · España     |               |               |     |    |    |    |    |     |     |      |      |
| 1.ª                        | 1999-00       | 32            | 6   | 4  | 1  | 9  | 0  | 45  | 7   | 0,16 |      |
| 1.ª                        | 2000-01       | 34            | 5   | 5  | 2  | 10 | 3  | 49  | 10  | 0,20 |      |
| 1.ª                        | 2001-02       | 29            | 3   | —  | —  | 3  | 0  | 32  | 3   | 0,09 |      |
| 1.ª                        | 2002-03       | 33            | 1   | 2  | 0  | 4  | 0  | 39  | 1   | 0,03 |      |
| 1.ª                        | 2003-04       | 30            | 2   | 5  | 1  | 7  | 0  | 42  | 3   | 0,07 |      |
| 2.ª                        | 2004-05       | 33            | 1   | —  | —  | —  | —  | 33  | 1   | 0,03 |      |
| 1.ª                        | 2005-06       | 16            | 1   | 1  | 0  | —  | —  | 17  | 2   | 0,06 |      |
| 1.ª                        | 2006-07       | 31            | 3   | —  | —  | 7  | 1  | 38  | 4   | 0,11 |      |
| Total club                 | Total club    | 238           | 22  | 17 | 4  | 40 | 4  | 295 | 30  | 0,10 |      |
| Cádiz CF · España          | 2.ª           | 2007-08       | 33  | 2  | 2  | 0  | —  | —   | 35  | 2    | 0,06 |
| Total carrera              | Total carrera | Total carrera | 450 | 45 | 33 | 8  | 59 | 7   | 542 | 60   | 0,11 |
| 1. 2.                      |               |               |     |    |    |    |    |     |     |      |      |

### Selección
| Selección          | Temporada     | Amistosos | Amistosos | Sudamérica | Sudamérica | Mundial | Mundial | Total | Total | Media goleadora |
| Selección          | Temporada     | Part.     | Goles     | Part.      | Goles      | Part.   | Goles   | Part. | Goles | Media goleadora |
| ------------------ | ------------- | --------- | --------- | ---------- | ---------- | ------- | ------- | ----- | ----- | --------------- |
| Olímpica Argentina | 1996          | —         | —         | —          | —          | 5       | 1       | 5     | 1     | 0,20            |
| Olímpica Argentina | Total         | 0         | 0         | 0          | 0          | 5       | 1       | 5     | 1     | 0,20            |
| Absoluta Argentina | 1994          | 2         | 0         | —          | —          | —       | —       | 2     | 0     | 0,00            |
| Absoluta Argentina | 1995          | 4         | 2         | —          | —          | 2       | 0       | 6     | 2     | 0,33            |
| Absoluta Argentina | 1996          | 1         | 0         | 2          | 0          | —       | —       | 3     | 0     | 0,00            |
| Absoluta Argentina | 1997          | —         | —         | 1          | 0          | —       | —       | 1     | 0     | 0,00            |
| Absoluta Argentina | 1998          | —         | —         | —          | —          | —       | —       | 0     | 0     | 0,00            |
| Absoluta Argentina | 1999          | 5         | 1         | 3          | 0          | —       | —       | 8     | 1     | 0,13            |
| Absoluta Argentina | 2000          | 1         | 0         | 8          | 1          | —       | —       | 9     | 1     | 0,11            |
| Absoluta Argentina | 2001          | 1         | 0         | 2          | 0          | —       | —       | 3     | 0     | 0,00            |
| Absoluta Argentina | 2002          | 1         | 0         | —          | —          | 0       | 0       | 1     | 0     | 0,00            |
| Absoluta Argentina | 2003          | 1         | 0         | —          | —          | —       | —       | 1     | 0     | 0,00            |
| Absoluta Argentina | Total         | 16        | 3         | 16         | 1          | 2       | 0       | 34    | 4     | 0,12            |
| Total carrera      | Total carrera | 16        | 3         | 16         | 1          | 7       | 1       | 39    | 5     | 0,13            |
| 1. 2.              |               |           |           |            |            |         |         |       |       |                 |

### Resumen estadístico
| Competición           | Partidos | Goles | Promedio |
| --------------------- | -------- | ----- | -------- |
| Primera División      | 384      | 42    | 0,11     |
| Segunda División      | 66       | 3     | 0,05     |
| Copas nacionales      | 32       | 8     | 0,25     |
| Copas internacionales | 59       | 7     | 0,12     |
| Selección sub-23      | 5        | 1     | 0,20     |
| Selección absoluta    | 34       | 4     | 0,12     |
| Total                 | 580      | 65    | 0,11     |

## Palmarés

### Campeonatos nacionales
| Título           | Club          | Ciudad     | Año    |
| ---------------- | ------------- | ---------- | ------ |
| Primera División | Independiente | Avellaneda | C-1994 |

### Títulos internacionales
| Título                    | Club (*)           | Ciudad          | Año  |
| ------------------------- | ------------------ | --------------- | ---- |
| Supercopa Sudamericana    | Independiente      | Avellaneda      | 1994 |
| Recopa Sudamericana       | Independiente      | Tokio           | 1995 |
| Supercopa Sudamericana    | Independiente      | Río de Janeiro  | 1995 |
| Juegos Olímpicos          | Argentina Olímpica | Atlanta         | 1996 |
| Copa Intertoto de la UEFA | Celta de Vigo      | San Petersburgo | 2000 |

### Distinciones individuales
| Distinción                                                         | Año  |
| ------------------------------------------------------------------ | ---- |
| Tercer puesto en Rey de América                                    | 1994 |
| Miembro del Equipo Ideal de América                                | 1994 |
| Trofeo Portal Cadista al mejor jugador de la temporada en Cádiz CF | 2008 |
| Trofeo Línea 6 al mejor jugador de la temporada en Cádiz CF        | 2008 |